# Nukunuku (Distrikt)
Nukunuku  ist einer der sieben Distrikte der Division Tongatapu im Königreich Tonga im Pazifik.

## Geographie
Der Distrikt umfasst den Westteil des Tongatapu-Atolls außer dem nordwestlichen Zipfel Kolovai. Der Distrikt grenzt im Osten an die Distrikte Kolomotuʻa und Vaini.

## Bevölkerung
Zum Distrikt gehören mehrere Siedlungen:
| Dorf      | Einwohner (2021) |
| --------- | ---------------- |
| Nukunuku  | 2104             |
| Matahau   | 583              |
| Matafonua | 252              |
| Fatai     | 317              |
| Lakepa    | 307              |
| Vaotuʻu   | 452              |
| ʻUtulau   | 646              |
| Haʻalalo  | 762              |
| Haʻakame  | 822              |
| Houma     | 1932             |